# Рейшер, Моисей Вениаминович
Моисей Вениаминович Рейшер (1 (14) января 1902, Троицк, Оренбургская губерния, Российская империя — 5 сентября (по другим данным — 15 сентября) 1980, Свердловск, СССР) — советский инженер-строитель, архитектор, преподаватель.

## Биография

### Ранние годы жизни
Родился 14 января 1902 года в мещанской семье. Отец Вениамин Нисонович Рейшер (1873—1931) занимался торговлей. Окончив в родном Троицке гимназию, уехал в Томск, где сначала учился на медицинском, но позднее перевёлся на строительный факультет Сибирского технологического института, который окончил в 1926 году. Институт являлся одним из центров популяризации конструктивизма, поэтому Моисей Вениаминович, переехав в Новосибирск, начал свою профессиональную деятельность именно в этом стиле.

### Уралмаш
С началом в стране индустриализации Рейшера направляют в Свердловск для проектирования производственных зданий завода Уралмаш. Он возглавил проектную группу, которая обеспечивала чертежами строительство основных цехов: чугуно- и сталелитейного, термического, кузнечно-прессового, ремонтно-механического, а также других объектов комплекса (складов, сушилок, сооружений водоснабжения).

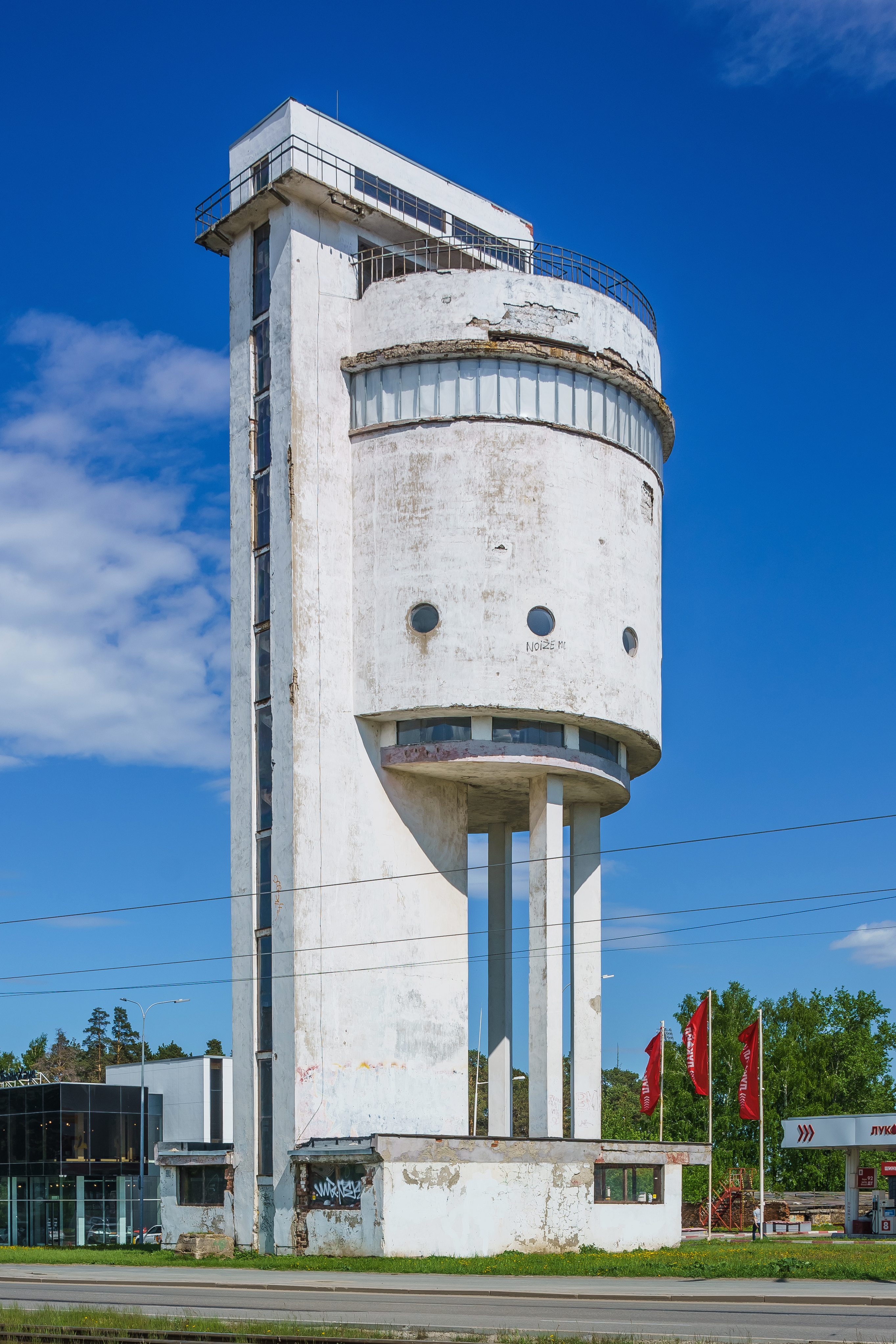
Белая башня — образец промышленного зодчества 30-х годов XX века

В конце 1928 года встал вопрос о водоснабжении завода и строящегося рядом микрорайона. Водонапорную башню было предложено строить по индивидуальному проекту; победил эскиз Рейшера. На год постройки башни (1931) её бак объёмом 700 кубических метров являлся самым большим в мире. Белая башня — именно так её окрестили в народе — стала одним из неофициальных символов Уралмаша. Она стала прототипом для ряда объектов аналогичного назначения, в том числе за рубежом. В 60-е годы башня утратила своё функциональное значение; встал вопрос о дальнейшем её приспособлении. Автор проекта, Моисей Рейшер, совместно с группой художников разработали проект приспособления её помещений под кафе-мороженое, однако воплотить в жизнь эту идею из-за бюрократических проволочек не удалось. По словам внучки Моисея Вениаминовича, Белая башня была любимым детищем архитектора, а фотография этого сооружения всегда стояла в его рабочем кабинете. С середины 1980-х годов она является объектом культурного наследия федерального значения.

### Гражданское проектирование

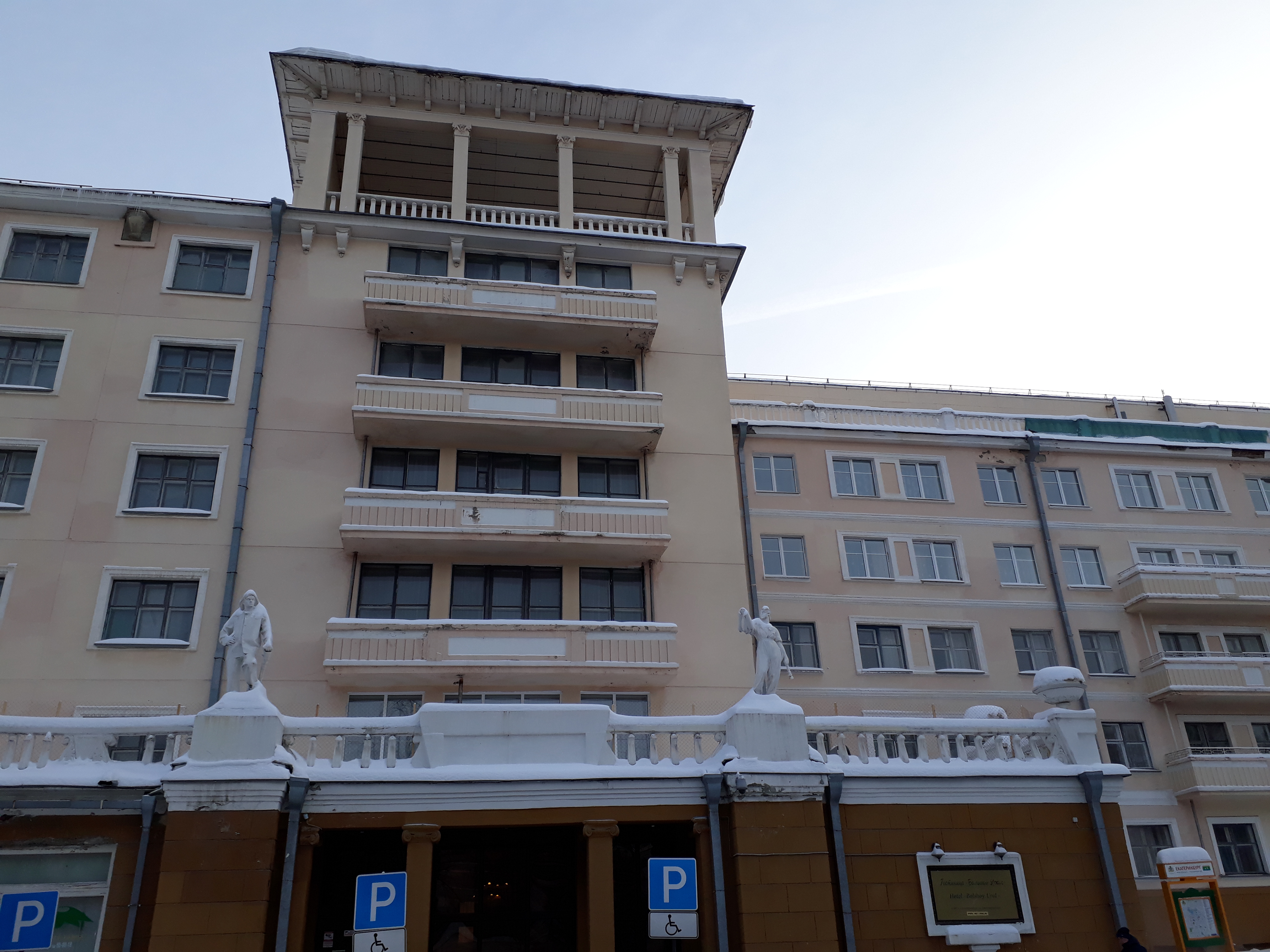
М. В. Рейшер декорировал фасад гостиницы Большой Урал скульптурами и вазонами.

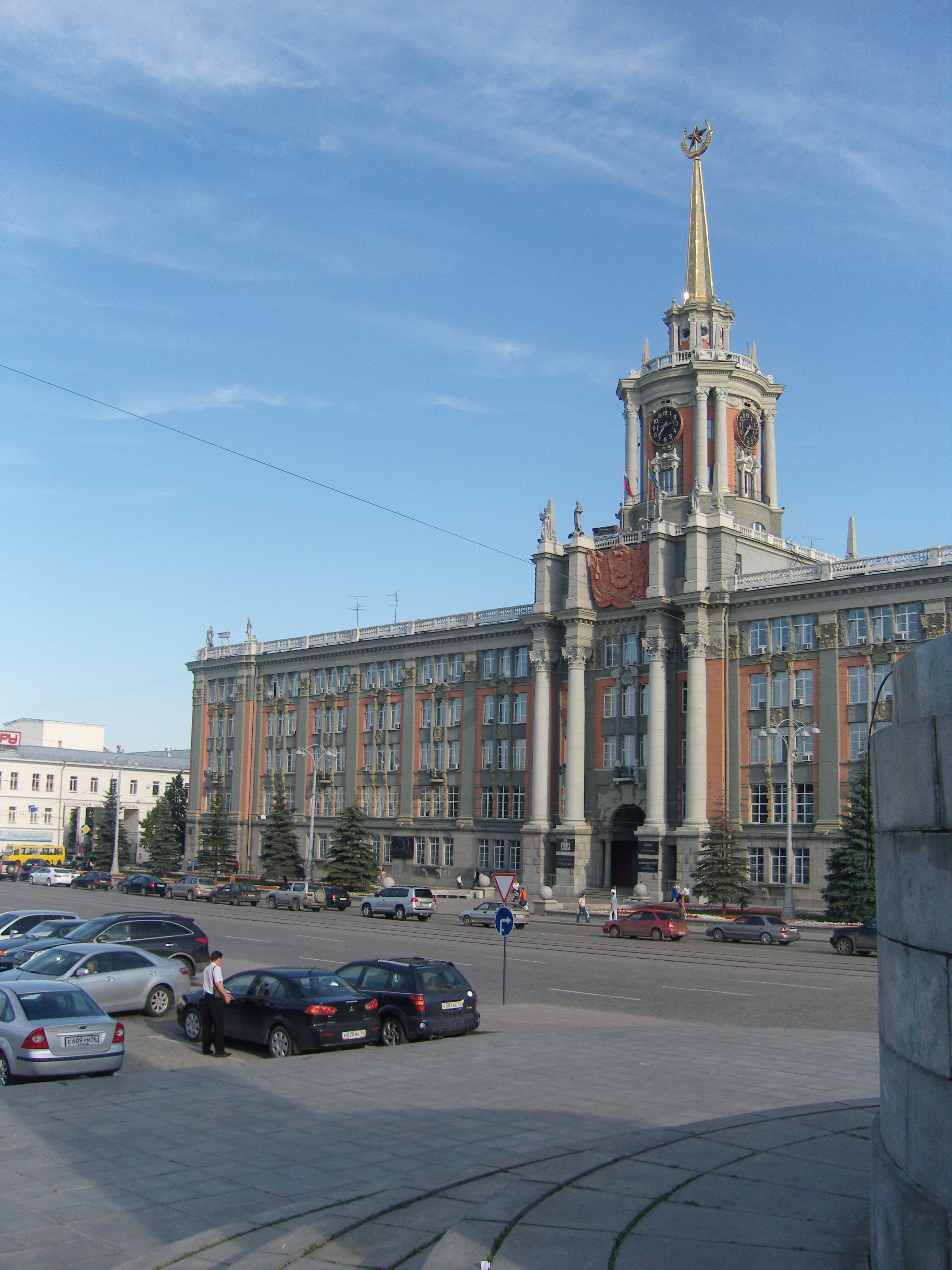
Участвовал в проектировании башни Здания горсовета.

После окончания основного строительства и пуска завода в 1928 году Рейшер занялся проектированием и реконструкцией гражданских зданий прилегающего к предприятию микрорайона. С 1937 по 1962 годы он работал в архитектурно-планировочной мастерской Свердловска под руководством главного архитектора города Сигизмунда Домбровского. По проектам Рейшера были возведены общежитие студентов автодорожного техникума (1938—1939), общежитие горного института (пр. Ленина, 54/6, 1939); были осуществлены реконструкции фасадов жилого дома завода «Металлист» (1936), гостиницы «Большой Урал» (1938), главного фасада и вестибюля кинотеатра «Темп» (1943), здания горсовета (1954), дендропарка по Первомайской улице. В послевоенные годы стал автором монумента героям ВОВ на Широкореченском кладбище (1947) и монумент на заводской площади Уралмаша (1947); также по его проектам был застроен один из кварталов в Пионерском посёлке (1945) и отстроены коттеджи для работников консерватории (1945).

### Преподавательская деятельность
С 1937 по 1941 годы преподавал архитектурное проектирование в Свердловском архитектурном техникуме (ныне — Уральский колледж строительства, архитектуры и предпринимательства). После окончания Великой Отечественный войны вернулся в учебное заведение, которое было переименовано в Свердловский архитектурно-строительный техникум, и продолжил в нём свою преподавательскую деятельность.

### Смерть
Умер 5 сентября 1980 года в Свердловске и был похоронен на Немецко-еврейском городском кладбище, а после его ликвидации перезахоронен на Широкореченском кладбище.

## Семья
- Брат — Рафаил Вениаминович Рейшер (1916—1991), архитектор[10].

## Награды и премии
- Серебряный значок ударника — 1932;
- Медаль «За доблестный труд в Великой Отечественной войне 1941—1945 гг.» — 1945;
- Юбилейная медаль «Тридцать лет Победы в Великой Отечественной войне 1941—1945 гг.» — 1975.